# Louis Gathmann

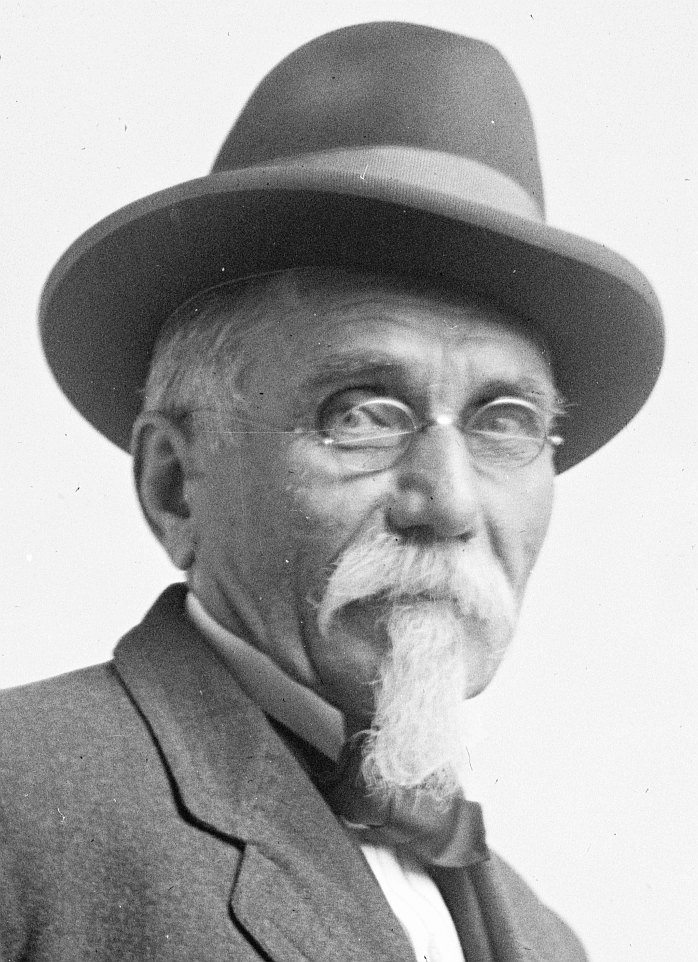
Louis Gathmann (1914)

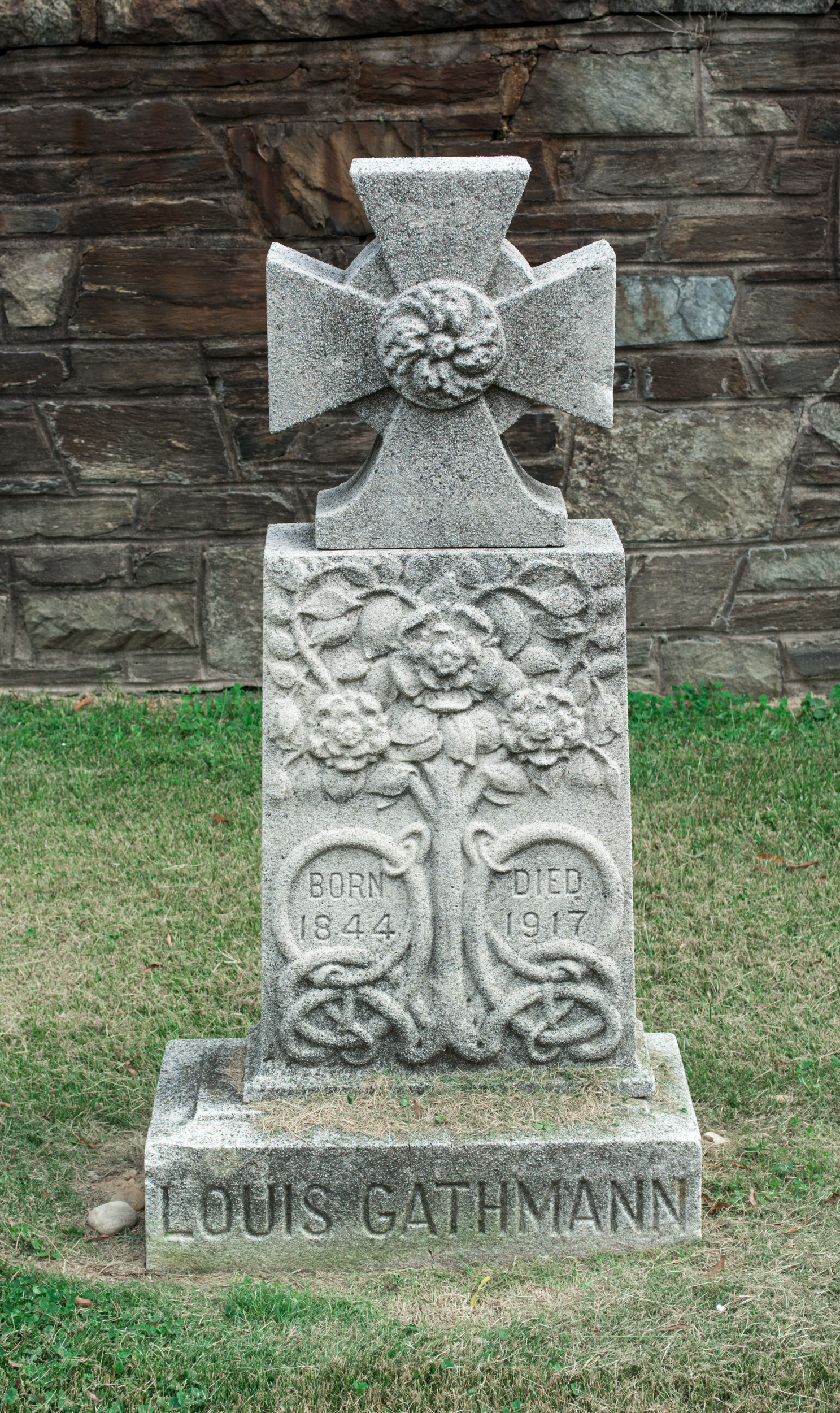
Grab auf dem Glenwood Cemetery

Louis Gathmann (* 11. August 1843; † 3. Juni 1917 in Washington, D.C.) war ein deutsch-amerikanischer Ingenieur und Erfinder.

## Leben
Gathmann wurde in der Provinz Hannover geboren. Er wanderte 1864 in die Vereinigten Staaten von Amerika aus und ließ sich 1865 in Chicago nieder, Ende des 19. Jahrhunderts zog er nach Washington, D.C. In den 1880er Jahren hatte Gathmann genug Geld, um seine Familie aus Preußen nach Amerika zu holen. Er ließ vier Wohnhäuser bauen, zwei in Chicago, eins in Washington, D.C. und eins in Baltimore. Er war Vater von drei Söhnen und zwei Töchtern.
Er begann seine Karriere mit dem Entwerfen von Ausrüstung für Mühlen und Farmen und hielt zahlreiche Patente. In den 1880er Jahren gründete er die Firma Garden City Mill Furnishing Co., die seine Entwürfe produzierte. Diese Firma stellte Maschinen für Mühlenbetriebe her, die weltweit verkauft wurden. Er interessierte sich für Astronomie und ließ drei Observatorien im Raum Chicago bauen, eins davon in einem Turm neben seinem Wohnhaus. In den 1890er Jahren erfand er mehrteilige Linsen, die er für seine Teleskope verwendete.
Meteorologische Experimente führten 1891 zu einem Patent zur Erzeugung von künstlichem Regen. Dabei sah Gathmann den Einsatz von flüssigem Kohlendioxid vor, das mit Projektilen abgeschossen wurde und künstliche Wolken bilden sollte.
Beginnend in den 1890er Jahren befasste sich Gathmann mit der Entwicklung von Waffen. So erhielt er 1891 ein Patent auf eine Lademethode für Artilleriemunition, die die Erhitzung der Geschützrohre reduzieren sollte und entwickelte Aufschlagzünder. Zu seinen Entwürfen von Großgeschützen gehörte die 1901 vorgestellte Gathmann-Kanone, ein 18-Zoll-Geschütz für die Ausrüstung von Kriegsschiffen, das von Bethlehem Steel zur Küstenverteidigung hergestellt wurde. Das Geschütz wurde auf dem Sandy Hook Proving Ground, einem militärischen Testgelände auf der Halbinsel Sandy Hook, offiziell getestet. Das US-Militär übernahm das Modell allerdings nicht. Die Verwendung seines Patents im Ausland führte zeitweise zu kontroversen Diskussionen in Ausschüssen des Kongresses. Gathmann befasste sich dennoch weiter mit militärischer Ausrüstung und entwickelte 1916 eine neue Art der Panzerung für Schlachtschiffe, bei der Luftkammern und Stoßdämpfereinrichtungen zum Einsatz kamen.
Gathmann starb 1917 in Washington im Haus seiner Tochter und wurde auf dem Glenwood Cemetery der Hauptstadt begraben.